# Fastcom
Fastcóm — автоматизированная система расчётов (АСР; биллинговая система) широкого спектра применения, прежде всего в телекоммуникационных предприятиях.

## История
АСР задумывалась и создавалась в 1999 году в ЗАО «Форс-холдинг» (Москва) как тиражная система автоматизации деятельности предприятий связи на базе заказных внедрений в ГП «МорСвязьСпутник» (Москва), АИСТ (Тольятти) и АСВТ (Москва). Первая тиражируемая сертифицированная версия АСР Fastcom имела номер 2.5 и ориентировалась на операторов традиционной фиксированной телефонии. В период с 1999 по 2003 год АСР Fastcom внедрялась, в основном, в наиболее крупных региональных предприятиях, альтернативных предприятиям Электросвязи — ИнфоТекс (Таганрог), ВестБалтТелеком (Калининград), Телесет (Казань) и многие другие.
В 2003 году почти все сотрудники ЗАО «Форс-холдинг», занимающиеся разработкой, внедрением и поддержкой АСР Fastcom, перешли в специально созданное предприятие — ООО «Корпорация Фастком». В этот период наибольшее развитие в АСР Fastcom получило направление DialUp интернет и VoIP телефония, предоставляемые анонимно по картам доступа. Тогда же была сертифицирована новая версия АСР Fastcom — 3.0, унаследовавшая все прежние возможности и усовершенствованная для поддержки новых телекоммуникационных услуг.
В 2005 году компания «Корпорация Фастком» претерпела реорганизацию и смену владельца, которая, по мнению некоторых сотрудников, более походила на рейдерский захват. В связи с тем, что новое руководство не предполагало дальнейшего развития АСР Fastcom, в 2006 году коллектив разработчиков в полном составе уволился из ООО «Корпорация Фастком» и продолжил развитие АСР Fastcom, но уже в ООО «Форс — Центр разработки». Новая версия АСР Fastcom 10 разрабатывалась под набирающий популярность рынок ШПД и Triple Play. Акцент был переведён со средних операторов связи в сторону более крупных: Центральный телеграф (Москва), Мультирегион (в состав которого к этому времени входили предприятия связи из 30 городов России), MTT (Москва), Телесет (активно продвигавший услуги в городах республики Татарстан) и др.
В 2010 году компания Мультигерион была приобретена компанией МТС и влита в подразделение «Комстар-Регионы». Хотя целевым биллингом для группы компаний МТС является Foris, во многих предприятиях связи группы компаний по сей день функционирует АСР Fastcom. В июле 2011 года Fastcom был внедрён и запущен в дальневосточной мультисервисной компании «RedCom» (Хабаровск, Владивосток). 
В 2011 году руководством Форс было принято решение о выделении телекоммуникационного направления в отдельную дочернюю компанию «Форс телеком», которая приняла на себя все обязательства по договорам на обслуживание АСР Fastcom 11. В соответствии с этим решением на АСР Fastcom 11 был получен Сертификат соответствия, не дожидаясь окончания действия предыдущего сертификата.
В 2012 году декларировалось, что акцент в развитии Fastcom сделан на создании и запуске в опытную эксплуатацию версии АСР, работающую полностью по принципу SaaS.

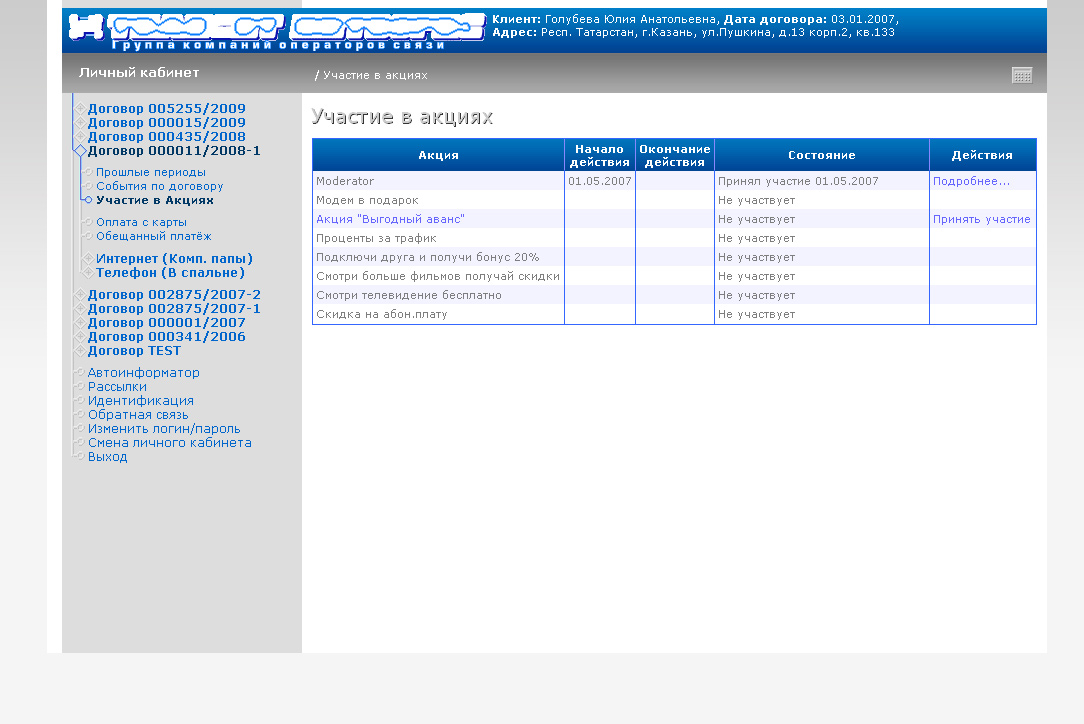
Личный кабинет абонента (версия). Перечень маркетинговых акций, к которым имел или может иметь отношение абонент. (Пополняемый справочник)

## Описание
Центральной подсистемой АСР Fastcom является модуль тарификации и биллинга, задачи которого:
- Выявление услуг.
- Выявление субъектов, предоставляющих услуги.
- Выявление субъектов, потребляющих услуги.
- Выявление количества услуг.
- Выявление тарифа для каждой услуги и каждого субъектов.
- Вычисление стоимости услуг.
- Выявление субъектов, получающих счета.
- Выставление счетов.
- Получение данных о платежах.
- Ведение баланса всех субъектов.
- Перерасчёты с коррекцией и/или сторнированием счетов.
- Предоставление информации заинтересованным субъектам.
- Предоставление информации внешним системам.

### Виды услуг
Посредством АСР Fastcom автоматизируется предоставление следующих видов услуг:
- Телефония: местная, зоновая, МГ, МН, VoIP, MVNO, номерная ёмкость, присоединение.
- Передача данных: ШПД, DialUp, по договору, анонимная, в том числе карточная.
- Телевидение: кабельное, цифровое, спутниковое, IPTV, VoD, виртуальный кинозал, смарт-карты, каналы, пакеты, подписка.
- Медиаконтент: каталог, поставщики, абонементы, трафик, интерфейс по продаже, платежи, комплексные расчёты.
- Жилищно-коммунальное хозяйство: квартплата, электроснабжение, водоснабжение, отопление, мусор, охрана, парковка, кабельные сети и т. п., разовые, абонируемые, количественные услуги.

### Вспомогательные подсистемы
- Ведение договоров: клиенты, абоненты, поставщики услуг, агенты, категории абонентов, заявки на подключение.
- Обслуживание абонентов: заявления, задания на выполнение работ, работа с должниками.
- Ведение тарифов: тарифные деревья, тарифные таблицы, специальные тарифы, интегральные показатели, предоплата, постоплата, кредитная схема.
- Бухгалтерия: согласованный абонентско-бухгалтерский учёт, план счетов, мультивалютность, аналитика, взаимозачёты, книги покупок/продаж.
- Техучёт: универсальный, настраиваемый, пополняемый.
- Маркетинг: маркетинговые мероприятия, акции на привлечение, акции на удержание, бонусы, скидки, добавленные ресурсы, самоорганизующиеся группы абонентов.
- Карты доступа к услугам: платёжные, ресурсные, комбинированные, генерация, производство, реализация, утилизация, работа с агентами.
- Самообслуживание абонентов: адаптируемый интерфейс, масштабируемость, противодействие взлому, аудит, настраиваемое меню.
- Администрирование: группы пользователей, аудит, настраиваемое меню, система параметров, система сообщений, независимый интерфейс, обработчик событий, архивирование, резервирование.

### Дополнительный сервис
Сервис, связанный с эксплуатацией АСР Fastcom:
- Обследование и аудит существующих технологий предприятия.
- Внедрение и перенос данных.
- Техническая поддержка.
- Обучение персонала.
- Внешнее расчётное обслуживание.

## Галерея

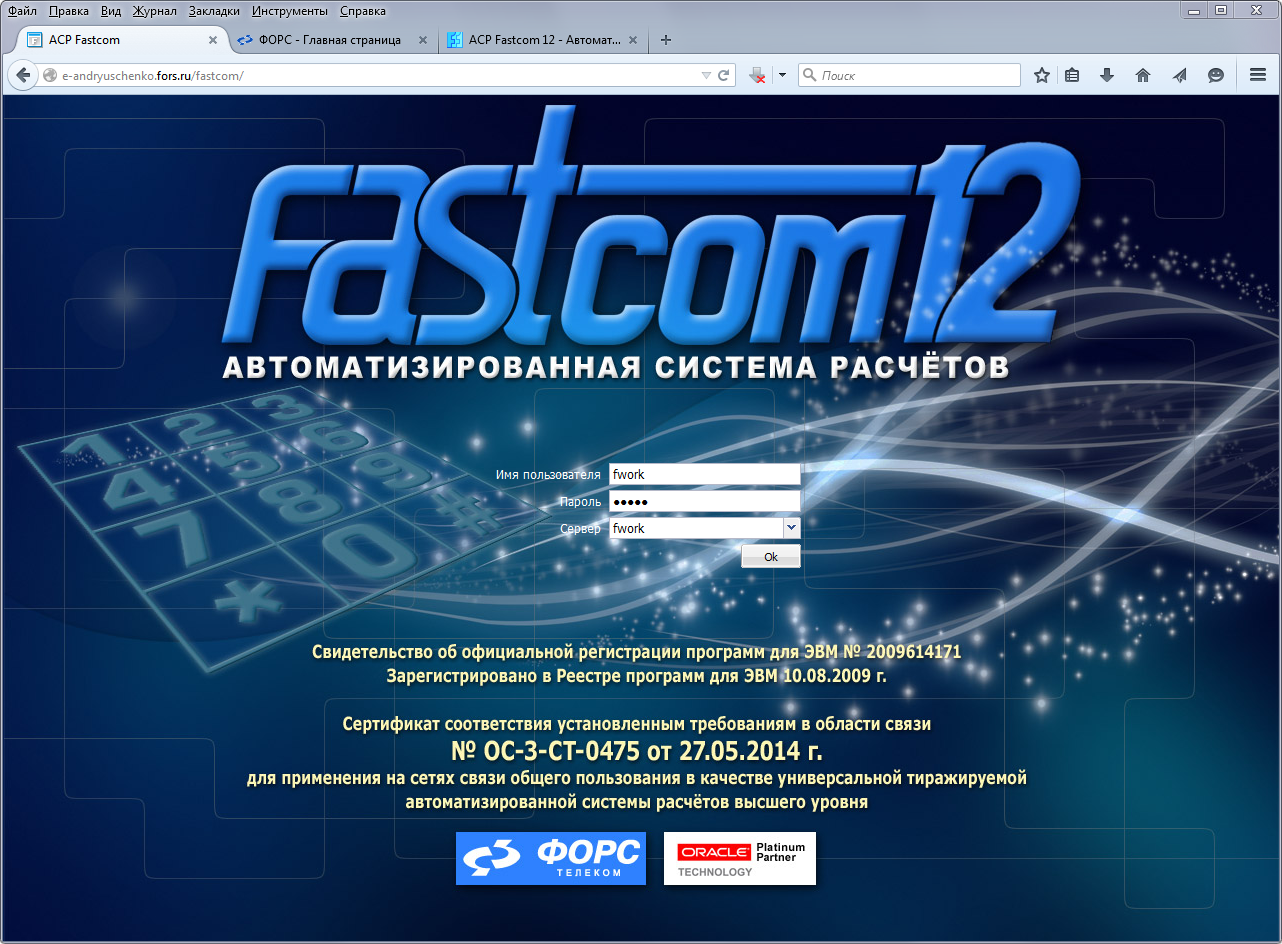
Первая страница. Идентификация в АСР Fastcom
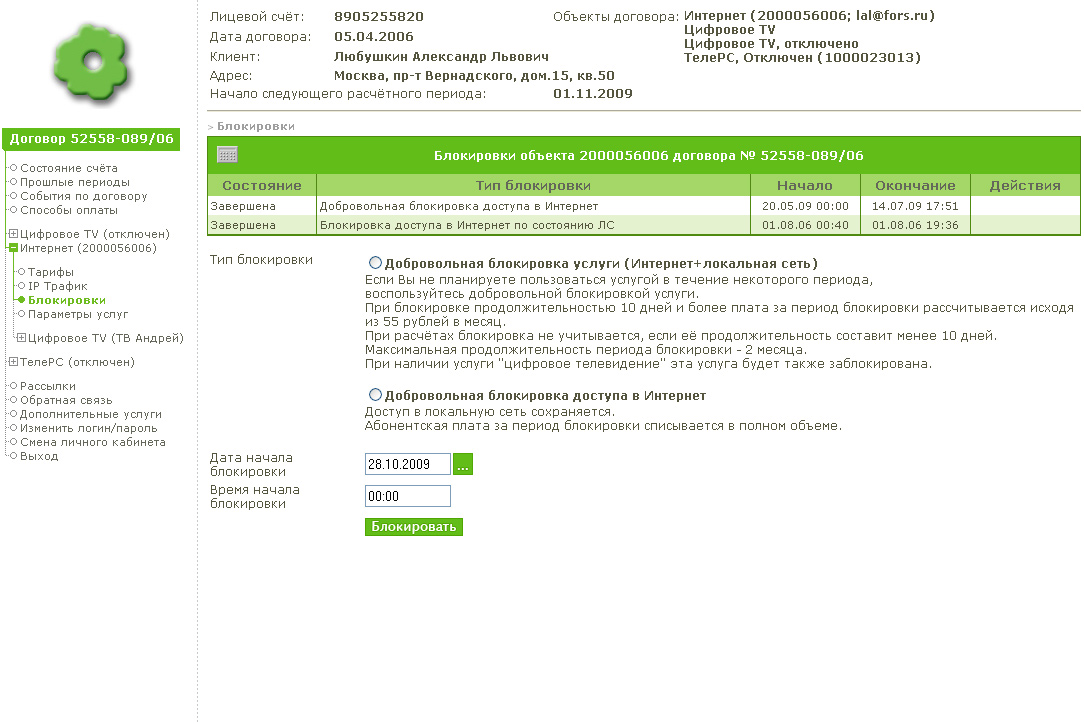
Личный кабинет абонента (версия). История блокировок. Действия с доступными добровольными блокировками
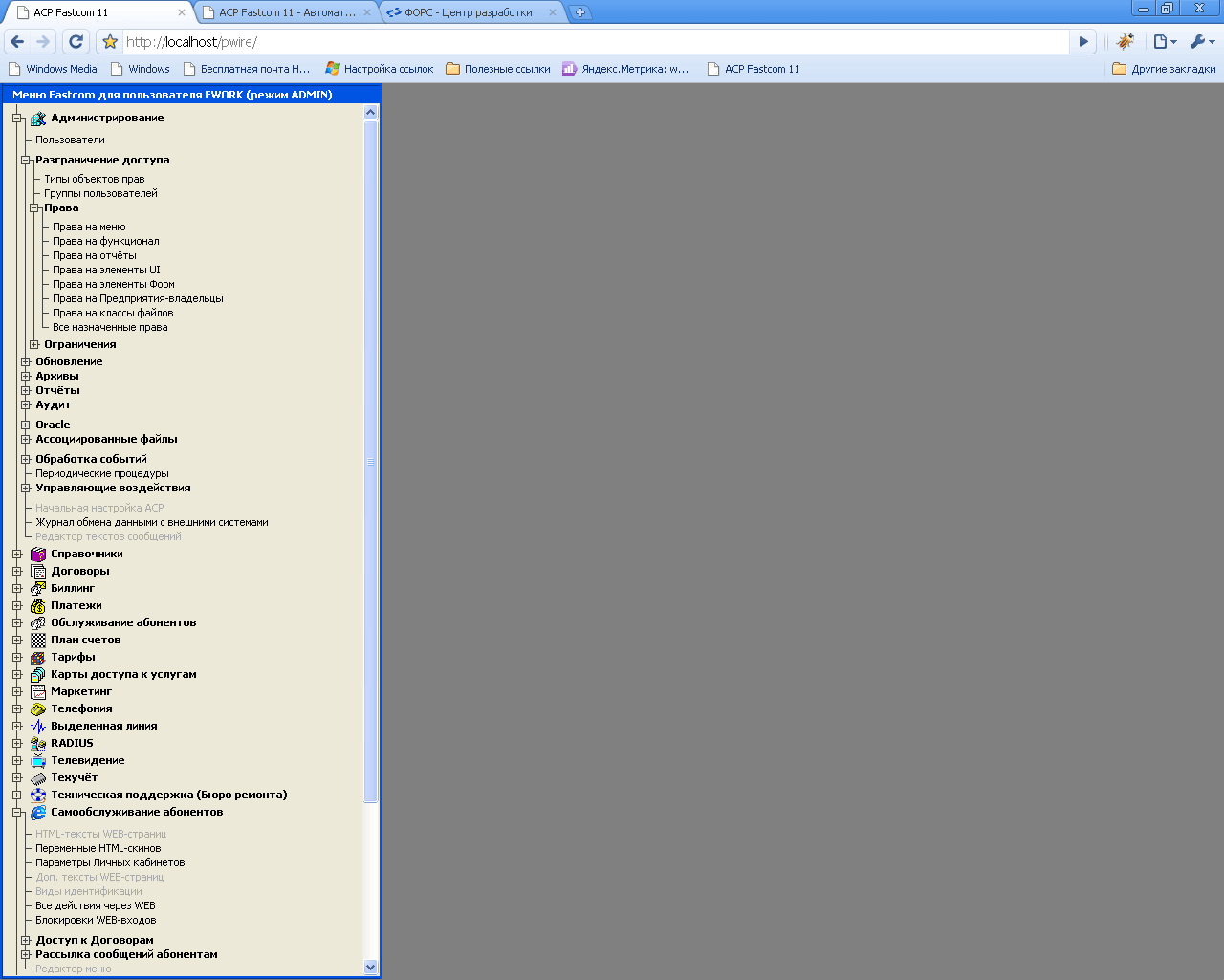
Пример основного меню АСР Fastcom
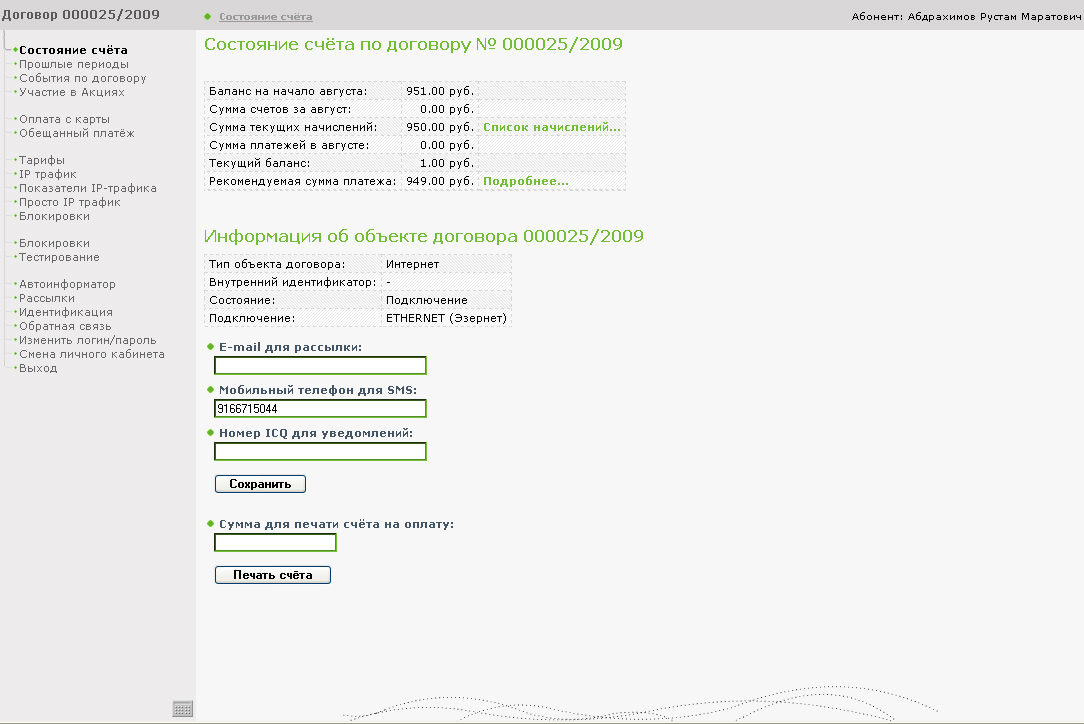
Личный кабинет абонента (версия). Сводная страница по текущему балансу договора
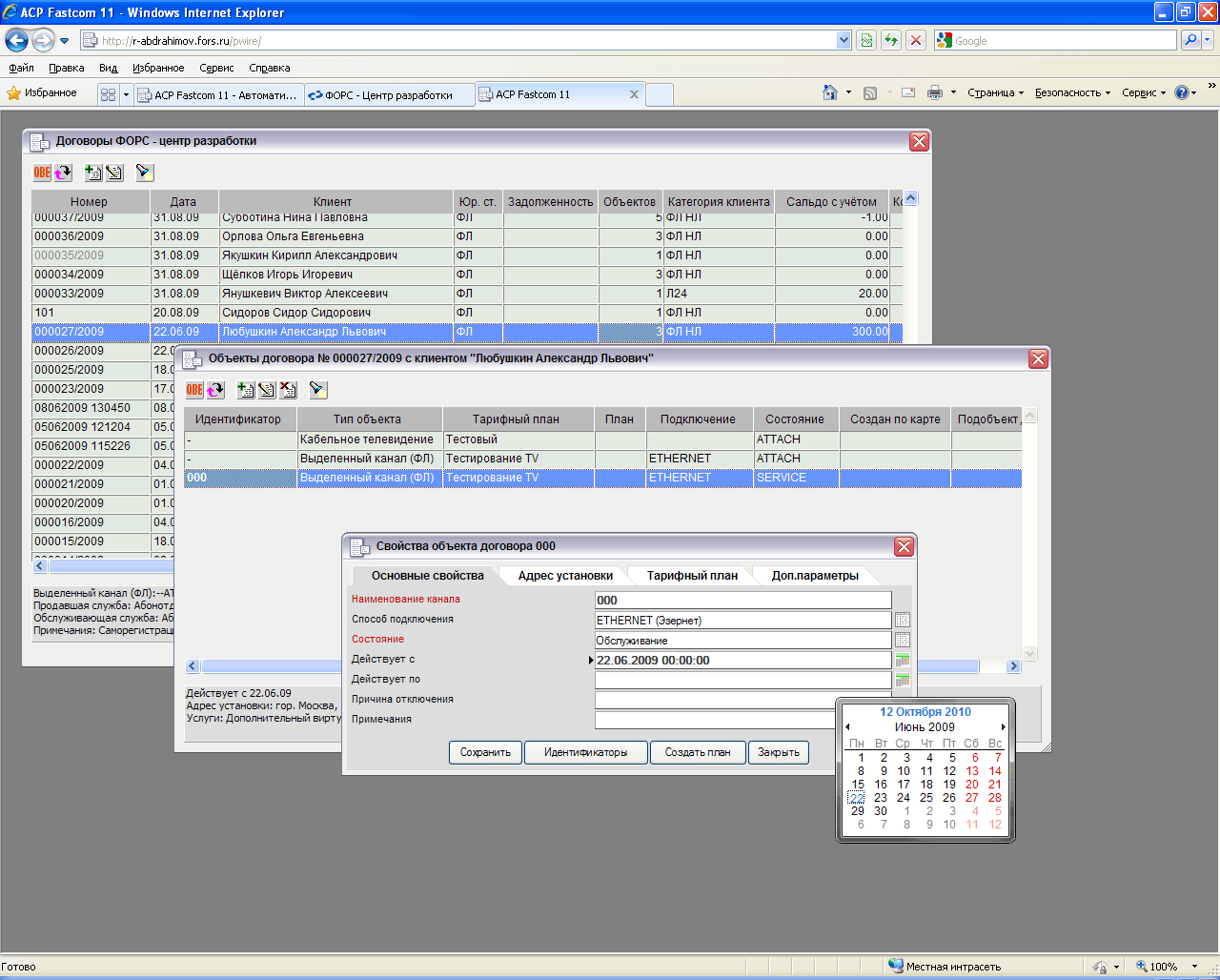
Список договоров → Объекты договора → Свойства объекта
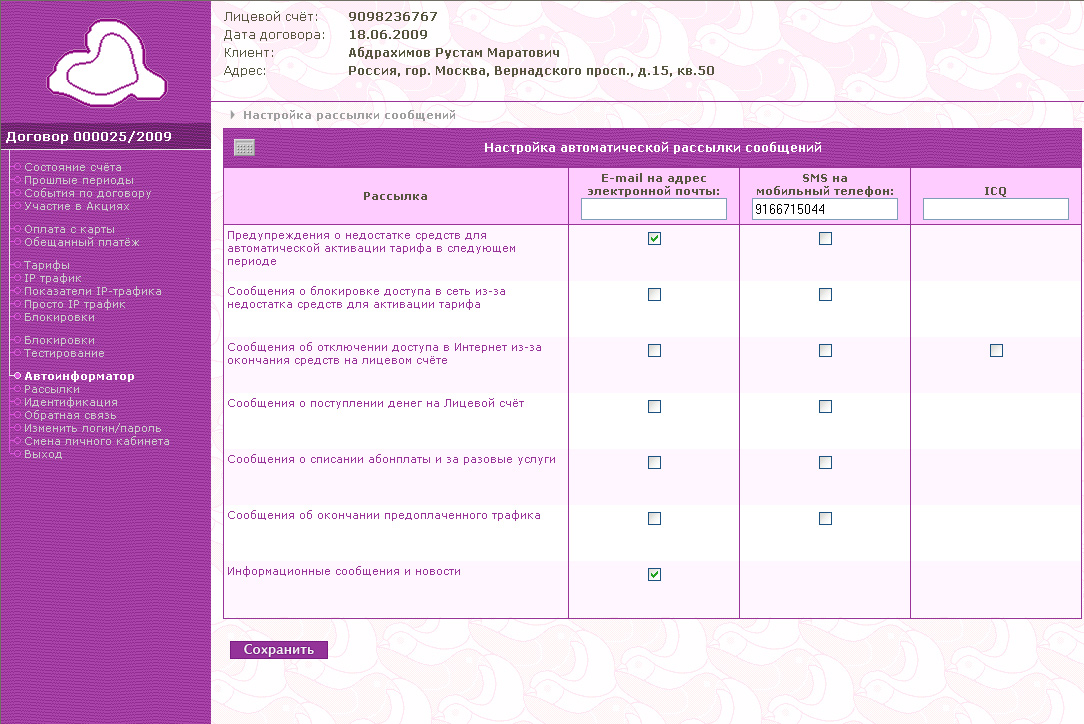
Личный кабинет абонента (версия). Управление автоинформатором
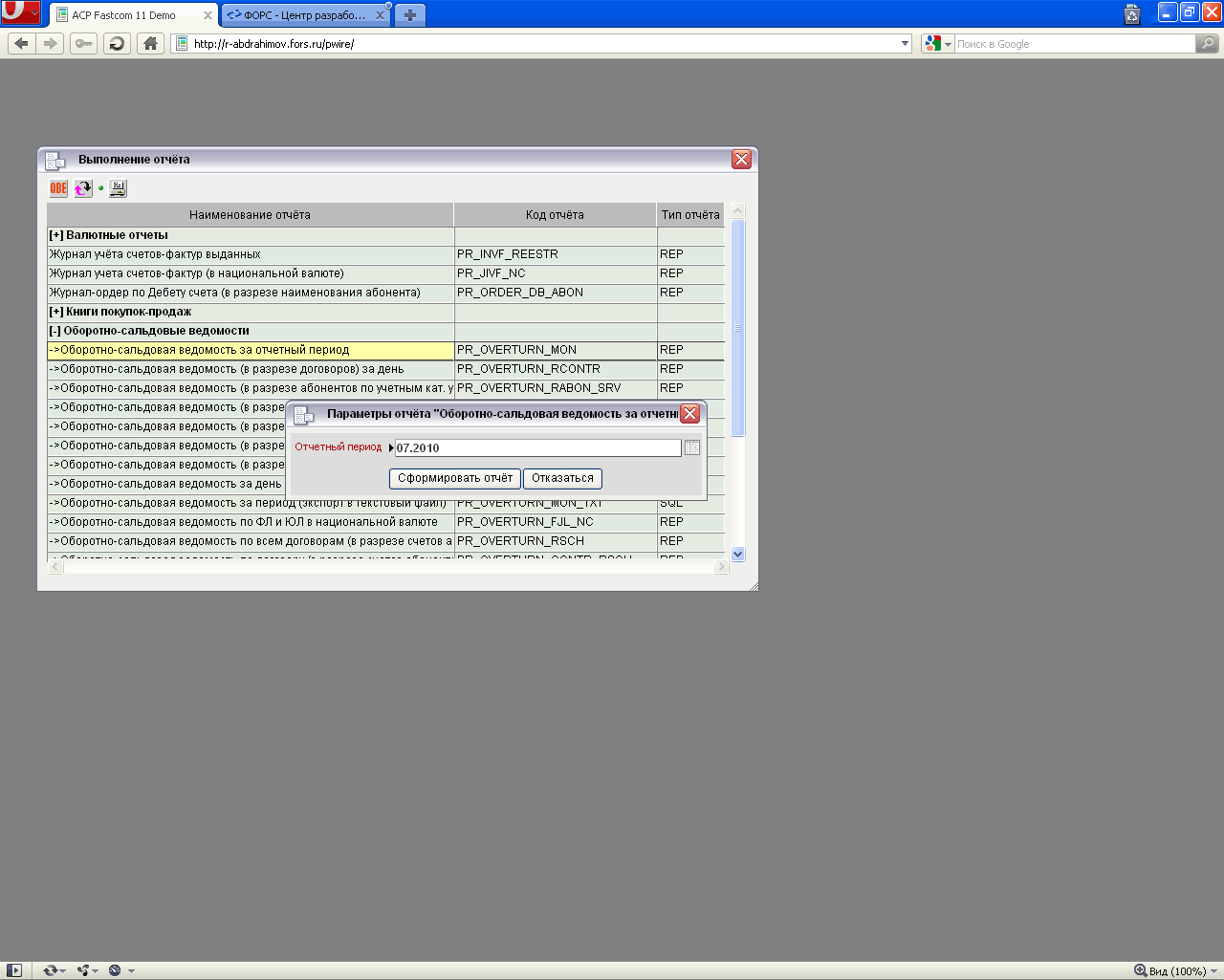
Список зарегистрированных отчётов → Ввод параметра отчёта перед печатью
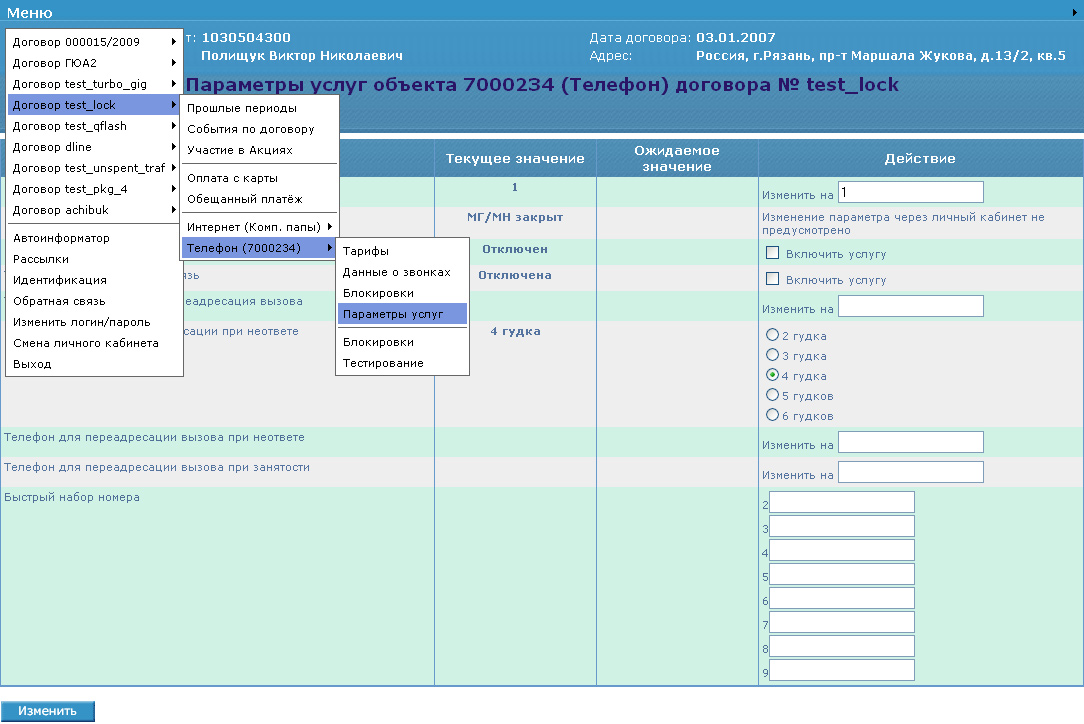
Личный кабинет абонента (версия). Управление доступными параметрами услуг